# Калье-є Тейн
Калье-є Тейн (перс. قلعه تين) — село в Ірані, у дегестані Баят, у бахші Новбаран, шагрестані Саве остану Марказі. За даними перепису 2006 року, його населення становило 99 осіб, що проживали у складі 40 сімей.

## Клімат
Середня річна температура становить 11,95 °C, середня максимальна – 31,51 °C, а середня мінімальна – -10,17 °C. Середня річна кількість опадів – 262 мм.
| Клімат поселення                              | Клімат поселення | Клімат поселення | Клімат поселення | Клімат поселення | Клімат поселення | Клімат поселення | Клімат поселення | Клімат поселення | Клімат поселення | Клімат поселення | Клімат поселення | Клімат поселення | Клімат поселення |
| Показник                                      | Січ.             | Лют.             | Бер.             | Квіт.            | Трав.            | Черв.            | Лип.             | Серп.            | Вер.             | Жовт.            | Лист.            | Груд.            |                  |
| Середній максимум, °C                         | 6,00             | 7,67             | 12,98            | 19,02            | 23,74            | 29,73            | 31,51            | 31,01            | 26,28            | 20,25            | 13,48            | 7,45             |                  |
| Середня температура, °C                       | −2,08            | −0,44            | 4,89             | 10,94            | 15,63            | 21,64            | 25,30            | 24,82            | 20,08            | 14,05            | 7,28             | 1,24             |                  |
| Середній мінімум, °C                          | −10,17           | −8,51            | −3,21            | 2,84             | 7,53             | 13,54            | 19,11            | 18,62            | 13,88            | 7,86             | 1,08             | −4,95            |                  |
| Норма опадів, мм                              | 35               | 35               | 47               | 37               | 31               | 5                | 1                | 1                | 0                | 11               | 23               | 36               |                  |
| Середньомісячна швидкість вітру, м/с          | 1.68             | 2.06             | 3.04             | 2.93             | 2.74             | 2.60             | 2.63             | 2.52             | 2.25             | 2.22             | 1.86             | 1.62             |                  |
| Середньомісячна сонячна радіація, кДж/м²·день | 8748             | 11664            | 14271            | 17966            | 21965            | 26489            | 25874            | 23688            | 20193            | 14685            | 10575            | 8518             |                  |
| --------------------------------------------- | ---------------- | ---------------- | ---------------- | ---------------- | ---------------- | ---------------- | ---------------- | ---------------- | ---------------- | ---------------- | ---------------- | ---------------- | ---------------- |
| Джерело:                                      |                  |                  |                  |                  |                  |                  |                  |                  |                  |                  |                  |                  |                  |